# Reynolds Beal
Pour les articles homonymes, voir Beal.
 (août 2019).
Reynolds Beal, né le 11 octobre 1866 à New York dans l'état de New York et mort le 18 décembre 1951 à Rockport dans l'état du Massachusetts, est un peintre tonaliste et impressionniste américain, spécialisé dans la peinture de paysage et la peinture de marine.
Grand voyageur, il est notamment connu pour ses peintures des bords de l'océan de la côte est des États-Unis, notamment des villes de Rockport, Provincetown, Gloucester, Wellfleet, Atlantic City et plus généralement pour ces paysages et marines de la région de New York, du Connecticut, du Massachusetts et du New Jersey, mais aussi pour ses représentations colorées des cirques, manèges et attractions foraines peintes dans les années 1920 et 1930. Beal est aussi graveur, un média qu'il travaille plutôt vers la fin de sa carrière.

## Biographie
Reynolds Beal naît à New York en 1854. Il est le frère aîné du peintre Gifford Beal et grandit dans une famille aisée, ce qui l'éloignera des problèmes financiers au cours de sa carrière d'artiste. Il étudie l'architecture navale à l'université Cornell et devient membre de la fraternité Phi Kappa Psi et de la société littéraire Irving (en) de l'université. Il travaille ensuite dans la construction navale.
En 1891, il décide de devenir peintre. Il suit briévement les cours de l'Art Students League of New York, puis passe quelques années à étudier auprès du peintre William Merritt Chase au sein de son école, la Chase School. Il commence alors à peindre les paysages du lac Cayuga et du détroit de l'East River. Il expose pour la première fois l'un de ces tableaux en 1895 lors de l'exposition annuelle de l'académie américaine des beaux-arts.
La même année, il part pour l'Europe, visitant la France et l'Espagne, et ce jusqu'en 1896. Il séjourne dans la colonie d'artistes d'Étaples, étudie notamment les voiliers à trois-mâts du musée national de la Marine de Paris, esquisse des sujets de voile dans le port de Séville et visite les villes de Madrid, Tolède ou Grenade. Lors de son séjour parisien, il expose l'un de ces tableaux lors du salon du Champ-de-Mars.
De retour à New York, il monte son propre studio. Durant l'année 1901, il embarque sur le navire école USS St. Mary's (en) en direction de l'Europe et rédige un carnet de croquis intitulé Cruising Aboard U.S.S. School Ship St. Mary's. De 1902 à 1907, il séjourne durant l'été à Noank (en) dans le Connecticut. Il fréquente le peintre Henry Ward Ranger et la colonie d'artistes de la ville proche d'Old Lyme.
En 1907, il expose au côté de son frère à la Claussen Gallery de New York, pour ce qui est sa première grande exposition personnelle. En 1911, il effectue avec le peintre Charles Noël Flagg un nouveau séjour en Europe, voyageant à Anvers et Bruges en Belgique, à Amsterdam aux Pays-Bas, à Londres en Angleterre, à Naples, Trieste et Vérone en Italie et en France, ou il observe notamment le travail des peintres impressionnistes et la peinture de Vincent van Gogh. Lors de son retour aux États-Unis, il se rapproche du peintre Childe Hassam et effectue en sa compagnie différents voyages à travers le Connecticut, le New Jersey et le fleuve Hudson à la recherche de nouveaux sujets à peindre. En 1913, il assiste à l'exposition Armory Show de New York, ce qui lui amène de nouvelles réflexions sur son art. En 1915, il apprend la gravure avec un graveur de Provincetown dans le Massachusetts et découvre l'impression sur bois japonaise. En 1918, il peint les environs de la ville d'Atlantic City. Au cours de cette période, il intègre à son répertoire le thème des cirques ambulants, des manèges forains et des carnavals, profitant de leurs couleurs vives pour illuminer ces toiles. Il séjourne également à Gloucester et à Wellfleet.
En 1924, il épouse Helen Higgins, une artiste âgée de 33 ans. Le couple s'installe à Rockport dans le Massachusetts. Entre 1924 et 1938, il travaille régulièrement sur son bateau, car le couple effectue plusieurs voyages à l'étranger, vers l'Afrique, l'Asie, l'Australie, les îles Samoa ou l'Europe. Il visite également la Floride, les Caraïbes, les Bermudes et le Mexique. Par commodité et en raison de son âge, il travaille alors à l'aquarelle ou au crayon et réalise moins de peintures à l'huile, tout en développant un attrait pour la gravure. À partir de 1939, il voyage moins fréquemment et cesse progressivement de peindre. En 1944, il organise avec son frère une exposition conjointe au Fitchburg Art Center ou il expose les tableaux, aquarelles et gravures réalisés au cours de ces derniers voyages. Au cours de sa carrière, il est notamment membre du Salmagundi Club, de l'American Watercolor Society, de la Society of American Engravers (en) ou de la Century Association (en). Il décède à Rockport en 1951.
Ces œuvres sont notamment visibles ou conservées au Metropolitan Museum of Art, au Chazen Museum of Art de Madison, à la The Phillips Collection et au Smithsonian American Art Museum de Washington DC, au Montgomery Museum of Fine Arts, au Vero Beach Museum of Art (en), à la Yale University Art Gallery, au Columbus Museum of Art, à l'U.S. Naval Academy Museum d'Annapolis, au Mystic Seaport, au musée des arts de Rockport, au Newark Museum et au Morris Museum (en).

## Œuvres

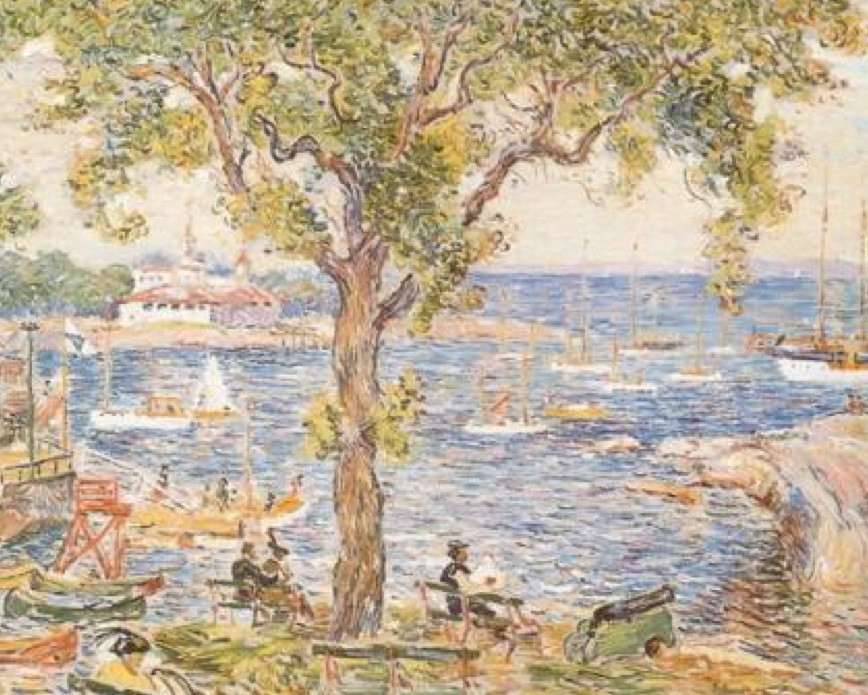
Echo Bay, New Rochelle, 1914, Smithsonian American Art Museum
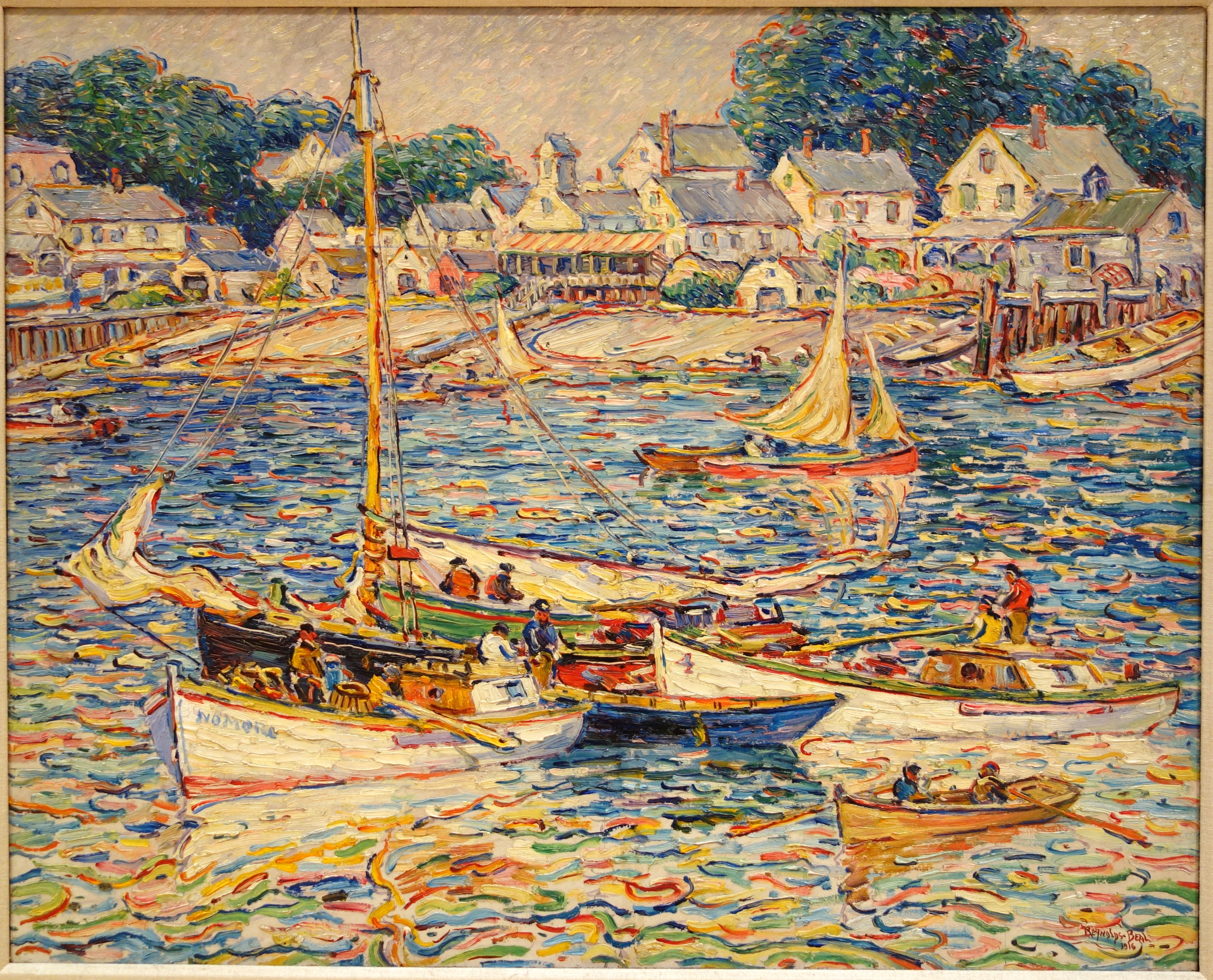
Provincetown Waterfront, 1916, Chazen Museum of Art